# Amelogenesis imperfecta

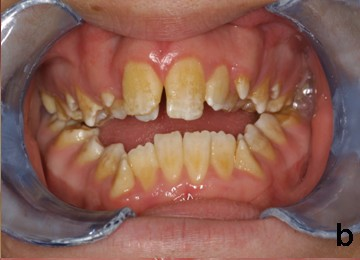
Az amelogenesis imperfecta hipoplasztikus formája.

Az amelogenesis imperfecta egy genetikai betegség, mely a fogak zománcát érinti. A betegség fő tünetei: a vékony zománcréteg, mely elszíneződött, kis gödröcskékkel és barázdákkal a felszínén. Az elváltozás a fogfejlődés során a fog hámeredetű (ectodermális) szövetét károsítja csak, a kötőszöveti (mesodermális) eredetűek nem érintettek. Mivel veleszületett rendellenesség, érinti mind a tej-, mind a maradó fogakat.

## Genetikai háttér
Az AMELX, ENAM, MMP20 és KLK-4 gének kódolják azokat a fehérjéket, amelyek a zománcképzés kezdeti fázisaiban a zománc szerves vázát képezik. Ezen fehérjékbe és köré rakódik le később a szerves anyag. Valamely gén károsodása a zománcképzés súlyos zavarát vonja maga után.

## Tünetek
Az amelogenesis imperfecta három fő típusát különböztetjük meg, ezeken belül pedig 14 altípus létezik.
A hypoplasticus formában a zománc szerves mátrixának a képzése szenved zavart. Klinikailag a fogak zománca vékony, gyorsan kopik, elszíneződik, felszínén pedig gödröcskék találhatóak. A kis mennyiségű zománc miatt a fogak nem érintkeznek egymással.
A hypocalcificatios típusban a zománc vastagsága lehet vékonyabb vagy normális, könnyen törik és lágy. A fog színe opak fehértől sárgás-barnáig változhat. Ezt a formát a zománc szerves mátrixának az elmeszesedésben történő hibája okozza.
A hypomatur típusban a zománc szerves mátrixa normálisan képződik, az elmeszesedés is lezajlik, de a szerves kristályok abnormálisan érnek be. Ezért mikroszkóppal a zománcprizmák rendezetlen elhelyezkedése, elvékonyodása figyelhető meg. A zománc könnyen törik és könnyen leválik az alatta lévő dentintől. A fogak színe lehet fehér, sárga, barna.
A rossz minőségű zománcot könnyebben megtámadja a fogszuvasodás. Ezenkívül a fogak érzékenyebbek a hőingadozásokra.

## Kezelés
A betegség súlyos esztétikai zavarokkal jár és a fogak fokozottan érzékenyek a fogszuvasodással szemben. Ezért a kezelés gyakran az összes fog koronával történő bevonásából áll.

## Lásd még
- Dentinogenesis imperfecta
- Odontodysplasia regionalis

## Fordítás
- Ez a szócikk részben vagy egészben  az   Amelogenesis imperfecta című angol Wikipédia-szócikk ezen változatának fordításán alapul.  Az eredeti cikk szerkesztőit annak laptörténete sorolja fel. Ez a jelzés csupán a megfogalmazás eredetét és a szerzői jogokat jelzi, nem szolgál a cikkben szereplő információk forrásmegjelöléseként.